# Кацано ди Трамиња
Кацано ди Трамиња је насеље у Италији у округу Верона, региону Венето.
Према процени из 2011. у насељу је живело 851 становника. Насеље се налази на надморској висини од 102 м.

## Становништво
| 1951. | 1961. | 1971. | 1981. | 1991. | 2001. | 2011. |
| ----- | ----- | ----- | ----- | ----- | ----- | ----- |
| 1.880 | 1.669 | 1.491 | 1.333 | 1.241 | 1.302 | 1.555 |